# Wendelstein 7-X

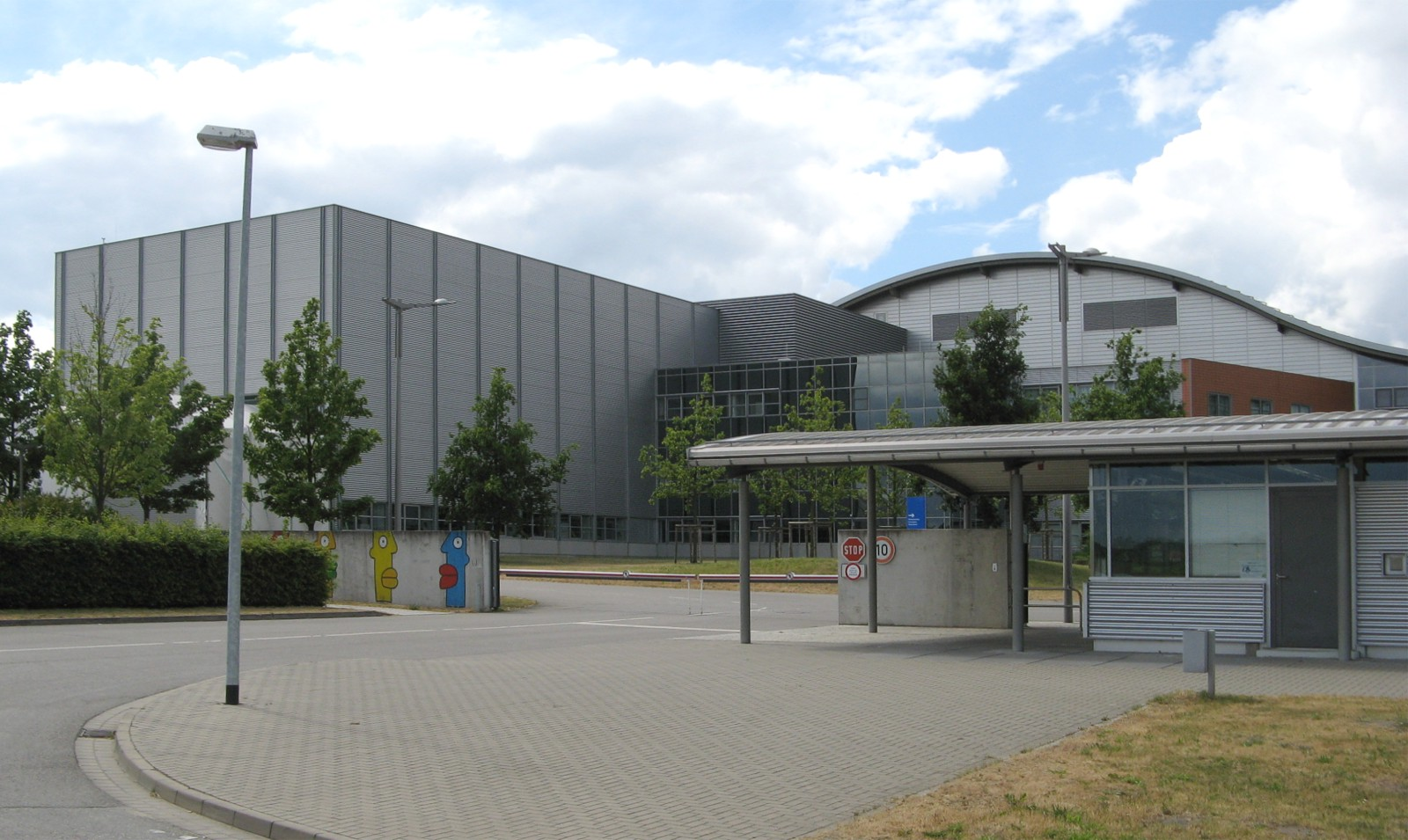
Въезд в исследовательский комплекс 7-X в Грайфсвальде. Слева виден экспериментальный зал.

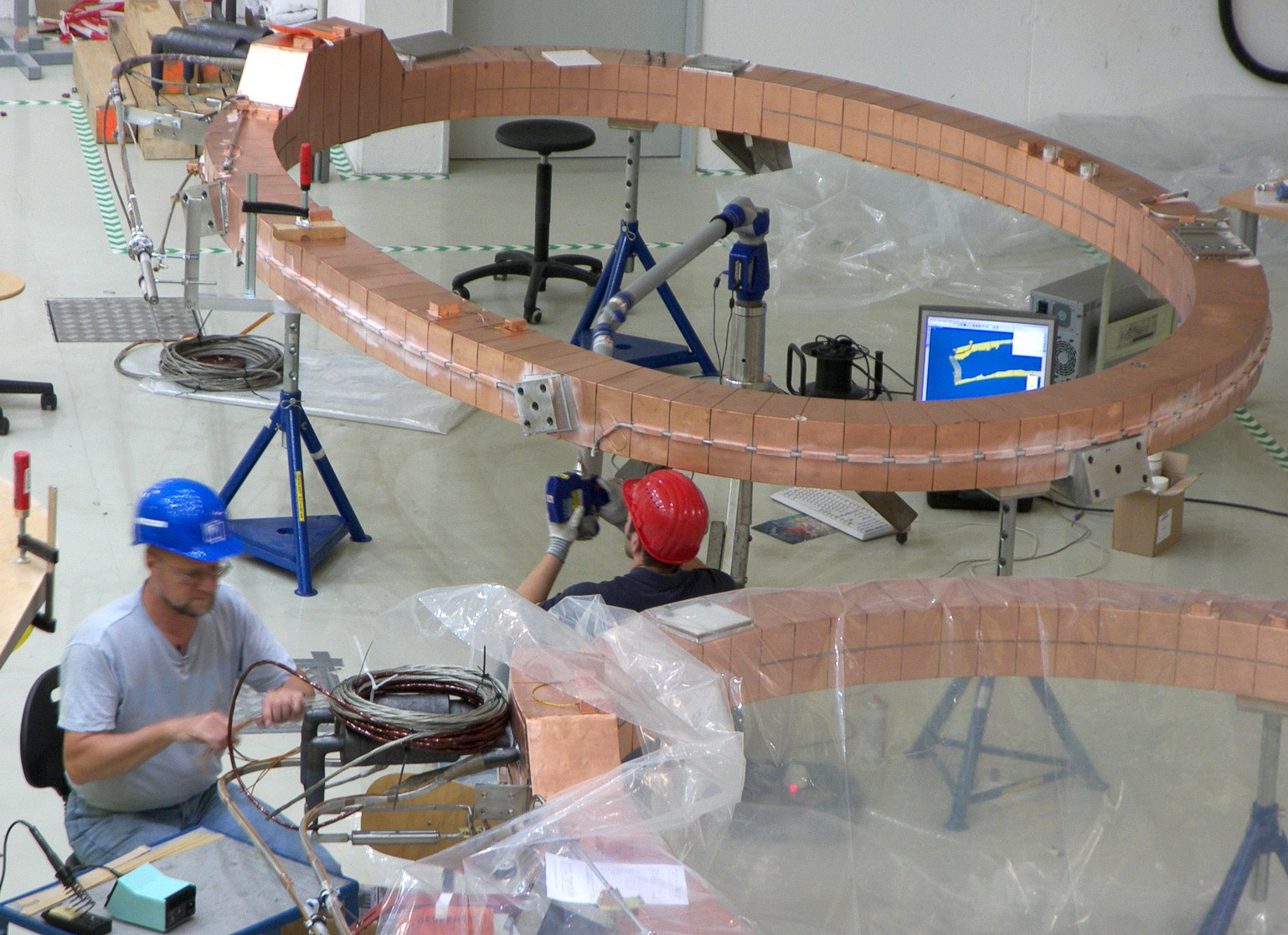
Сверхпроводящие кабели питания прикрепляются к одной из 20 сверхпроводящих планарных обмоток.

Термоядерная реакция слияния ядер дейтерия и трития.

Wendelstein 7-X (W7-X) — экспериментальная установка для исследования высокотемпературной плазмы, расположенная в городе Грайфсвальде в Германии. Её строительство осуществлялось Институтом физики плазмы Общества Макса Планка с 2005 по 2014 годы.  Целью установки является проверка промышленной пригодности термоядерного реактора типа стелларатор, а также исследование и совершенствование технических компонентов и технологий в области управляемого термоядерного синтеза.
10 декабря 2015 года получена пробная плазма.

## Принцип действия и предыстория
Предшественником Wendelstein 7-X была эксплуатируемая с 1988 по 2002 год установка Wendelstein 7-AS.
Целью исследования является выработка энергии слияния атомных ядер, подобная реакции, происходящей в Солнце. Чтобы произошла реакция, плазма из смеси изотопов водорода дейтерия и трития должна быть разогрета до температур свыше 100 млн °C. Необходимая для этого изоляция плазмы достигается заключением плазмы в магнитное поле, для чего используется сила Лоренца.
Начиная с 1950-х годов эксперименты по магнитному удержанию плазмы проводились по принципу токамака тороидальной формы. В отличие от токамака стелларатор не имеет азимутальной симметрии.
Целью Wendelstein 7-X является исследование возможностей этого типа реакторов. С помощью 30-минутных запусков будут исследоваться существенные свойства и проверяться способность к длительной работе.
Название «Wendelstein» — это «намек» на более ранние эксперименты: поскольку первые реакторы типа стелларатор были построены Принстонским университетом под именем горы Маттерхорн, то немецкие создатели реактора выбрали для названия также гору Вендельштейн в Баварских Альпах.

## Устройство
Главной деталью Wendelstein 7-X является большой тороид наружного диаметра 11 м. В нём вращающаяся плазма заключена в магнитном поле таким образом, чтобы не касаться стенок. Магнитная система состоит из 20 плоских сверхпроводящих магнитных катушек и 50 неплоских тёплых катушек 3,5 м в высоту. Эти 50 искривлённых катушек используются для формирования профиля магнитного поля.
Жидкий гелий, охлаждённый до температуры близкой к абсолютному нулю, охлаждает магнитные катушки.
Другие детали — криостат, камера для плазмы и дивертор.
Криостат - изолирующее от тепла устройство, необходимое для поддержания температуры сверхпроводимости магнитных катушек, имеет диаметр 16 м.

## Технические данные
| Большой радиус плазмы   | 5,5 м                        |
| Малый радиус плазмы     | 0,53 м                       |
| Магнитная индукция      | 3—6 тесла                    |
| Длительность запусков   | До 30 мин. постоянной работы |
| Мощность нагрева плазмы | 14—20 Мегаватт               |
| Объём плазмы            | 30 м³                        |
| Количество плазмы       | 5—30 миллиграмм              |
| Температура плазмы      | 60—130 млн K                 |

Руководитель проекта — проф. Томас Клингер.

## Финансирование
Необходимый размер инвестиций возрос по отношению к запланированному на 56 %. Финансирование Wendelstein 7-X производится на 33 % Европейским союзом, Германией — на 60 % и землёй Мекленбург-Передняя Померания — на 7 %, общий бюджет составляет около 423 млн евро.
В июле 2011 года стало известно, что по сведениям института Макса Планка к проекту подключились США с долей в 7,5 миллионов долларов в рамках программы «Innovative Approaches to Fusion».

## Функционирование
- Монтаж завершён в мае 2014 года[2].

- В течение первых двух лет работы длительность запусков на высокой мощности 8-10 МВт была ограничена продолжительностью порядка 5-10 секунд. Затем последовал производственный перерыв примерно полтора года, в течение которого установка модернизировалась для длительной работы. [3]

- Первая фаза функционирования началась в 2015 году и закончилась через 3 месяца. Вместо прежних планов получения плазмы с помощью десяти тестовых диверторов принято решение ограничить первую плазму пятью графитовыми ограничителями.

- Вторая фаза предусматривает расширение ограничивающей диафрагмы, установку тестовых диверторов, комплектацию и подключение компонентов, контактирующих с плазмой — по планам фаза будет длиться один год.
- Третья фаза с подключёнными тестовыми диверторами начнётся по планам в 2016 году.

- В апреле 2015 года на сайте ITER сообщили, что магнитная система стелларатора уже охлаждена до рабочей температуры. Вакуумная камера опечатана, на днях начнётся её вакуумирование[4].

- 10 июля 2015 сверхпроводящая магнитная система прошла первое испытание. Катушки сперва проверялись по одной, затем питание было подано на весь комплект катушек. Был достигнут расчетный ток 12,8 кА. Полученные данные оказались близки к расчётным[5].

- 10 декабря 2015 получена первая плазма стелларатора[1]. Первые эксперименты прошли с гелиевой плазмой, удерживаемой в течение 1—2 секунд. Такое решение связано с тем, что гелий легче ионизируется (по сравнению с водородом). Начиная с конца января 2016 года, на стеллараторе планируется начало эксперимента с водородной плазмой[6].

- 3 февраля 2016 года стелларатор выполнил первый простой эксперимент с водородом. Эксперимент заключался в нагреве некоторого количества водорода. На символическую пусковую кнопку нажала канцлер Германии Ангела Меркель. Эта вспышка открывает целую череду экспериментов по удержанию плазмы в установке типа стелларатор[7].

- Достройка полностью охлаждаемых диверторов высоких тепловых потоков в расчёте на длительную работу займёт приблизительно 2 года. В 2019 году начнётся вторая серия испытаний плазменными импульсами длительностью в 30 минут[8].

- 30 ноября 2016 г. участниками проекта была опубликована статья в журнале Nature Communications, в которой было показано соответствие формы магнитного поля заданной проектом.[9]

- 11 сентября 2017 г. сайт ITER сообщил, что стелларатор вновь заработал после 15-месячной модернизации. Модернизация заключалась в установке бланкета из 8000 графитовых плиток, девяти секций дивертора, и подключении всех десяти предусмотренных проектом высокочастотных нагревателей. [10]

- В ходе последних экспериментов 2018 года, проведенных на реакторе Wendelstein 7-X, была получена высокотемпературная плазма большей плотности, увеличено время удержания плазмы и зарегистрирована рекордная на сегодняшний день концентрация продуктов реакций термоядерного синтеза. Все это указывает на то, что модернизация конструкции и оптимизация режимов работы реактора принесли свои плоды. А сейчас реактор Wendelstein 7-X проходит очередную модернизацию, готовясь к новым рекордам, которые он начнет устанавливать уже осенью 2018 года[11].

- Осенью 2022 г. стелларатор был вновь введен в действие после почти трехлетней модернизации. Изменения коснулись водяного охлаждения «горячей стенки», увеличилась мощность нагрева плазмы. 15 февраля 2023 г. стелларатор выдал 1.3 ГДж термоядерной мощности, при 8 минутном времени удержания. [12]

- В 2025 году был испытан топливный инжектор, сочетающий непрерывную дозаправку с импульсным нагревом. В течение 43 секунд 90 водородных гранул, выстреливаемых в плазму со скоростью до 800 метров в секунду, нагревали её до пиковой температуры 30 миллионов градусов Цельсия. Выработка энергии увеличилась до 1,8 гигаджоулей за шесть минут работы, превысив 1,3 гигаджоуля, полученные в феврале 2023 года. Это превысило рекорд, установленный экспериментальным сверхпроводящим токамаком (EAST) в Китае в 2025 году. [13][14]

## Партнёры
- Институт физики плазмы Общества Макса Планка
- Университет Грайфсвальда
- Технический университет Берлина